# Dedeckera eurekensis
Dedeckera es un género monotípico de plantas pertenecientes a la familia Polygonaceae.  Su única especie: Dedeckera eurekenensis, es originaria de Estados Unidos.

## Distribución
Se encuentra en las montañas al este y al sur de la Sierra Nevada, en especial en Inyo y la Montañas Blancas . 

## Descripción
Es un arbusto que forma esteras que llevan pequeñas hojas carnosas y diminutas flores amarillentas. Es una planta de la maleza montañosa seca, donde crece en los acantilados de piedra caliza arenosa. Dedeckera eurekensis es una planta rara, y sus poblaciones están dispersas debido a su hábitat de nicho específico. También es un pobre reproductor; solo alrededor del 1% de los óvulos de sus flores producen semillas viables. Estos factores hacen que sea una especie de preocupación.

## Taxonomía
Dedeckera eurekensis fue descrito por Reveal & J.T.Howell y publicado en Brittonia 28(2): 246–250, f. 1. 1976.
Etimología
Dedeckera; nombre genérico que  fue nombrado en honor del botánico de California Mary C. DeDecker.
eurekensis: epíteto